# Tadg mac Nuadat
Tadg mac Nuadat („Tadg, der Sohn Nuadas“) ist der Name einer Sagenfigur aus dem Finn-Zyklus der keltischen Mythologie Irlands.

## Mythologie
Tadg ist entweder der Sohn von Núadu Argatlám, dem König der Túatha Dé Danann, oder der des irischen Hochkönigs Nuada Necht. Er weigert sich, seine Tochter Muireann Muncháem zu verehelichen, da ihm laut einer Prophezeiung von seinem Enkel Unheil droht. Um Muireann werben jedoch einige Helden, darunter auch Cumhall mac Basna, ein Anführer der Fianna. Als er abgewiesen wird, entführt er das Mädchen. Tadg ruft König Conn Cétchathach zu Hilfe und die entscheidende Schlacht findet bei Castleknock (County Dublin) statt. In der Schlacht fällt Cumhall von der Hand Goll mac Mornas, aber Muireann ist bereits schwanger. Als Tadg sie deshalb töten lassen will, wird sie von Conn in Sicherheit gebracht. Muireann gebiert einen Knaben, den sie Demne (damne, „Hirschkalb“) nennt, den späteren Fionn mac Cumhaill. Goll übernimmt von Cumhall die Leitung der Fianna, der erwachsene Fionn entreißt sie ihm jedoch und fordert von Tadg Genugtuung für den Tod seines Vaters in einem Zweikampf. Aber Tadg bietet ihm seinen Herrschaftssitz am Hügel von Almu an und Fionn akzeptiert diese Buße.